# Chavo Guerrero Jr.
Salvador Guerrero IV, znany jako Chavo Guerrero i Chavo Guerrero Jr. (ur. 20 października 1970) – amerykański wrestler. Występował w World Wrestling Entertainment (WWE). Był mentorem Darrena Younga w 5 sezonie NXT. Dnia 25 czerwca 2011 poprosił o rozwiązanie kontraktu z WWE i rozstał się z tą federacją. Następnie wrestler pracował dla federacji Total Nonstop Action i posiadał pasy tag team'owe z Hernandez'em. Obecnie Chavo pracuje w Lucha Underground, gdzie zdobył mistrzostwo Gift of The Gods.

## Osiągnięcia
World Championship Wrestling
- WCW Cruiserweight Championship (2 razy)
- WCW World Tag Team Championship (1 raz)[1]

World Wrestling Entertainment
- ECW Championship
- WWE Cruiserweight Championship (4 razy)
- WWE Tag Team Championship (2 razy)

Wrestling Observer Newsletter awards
- Tag Team Roku (2002)

Total Nonstop Action
- TNA Tag Team Championship (2 razy) (z Hernandez'em)

Lucha Underground
- Gift of The Gods Championship (1 raz)